# Buglossoides sibthorpiana
Buglossoides sibthorpiana är en strävbladig växtart som först beskrevs av August Heinrich Rudolf Grisebach, och fick sitt nu gällande namn av S.K. Cherepanov. Buglossoides sibthorpiana ingår i släktet sminkrötter, och familjen strävbladiga växter. Inga underarter finns listade i Catalogue of Life.